# Leonard Wistelius
Per Leonard Wistelius (i riksdagen kallad Wistelius i Örebro), född 2 november 1815 i Örebro, död 29 maj 1890 i Örebro, var en svensk handelsman och riksdagsman.
Wistelius var ledamot av Örebro stadsfullmäktige 1865-1884. Han var riksdagsman för borgarståndet i Örebro vid ståndsriksdagarna 1859/60 och 1862/63 samt för borgarståndet i Örebro och Nora vid ståndsriksdagen 1865–1866. Han var 1878 ledamot av andra kammaren, invald i Örebro valkrets.